# Mogens Enger

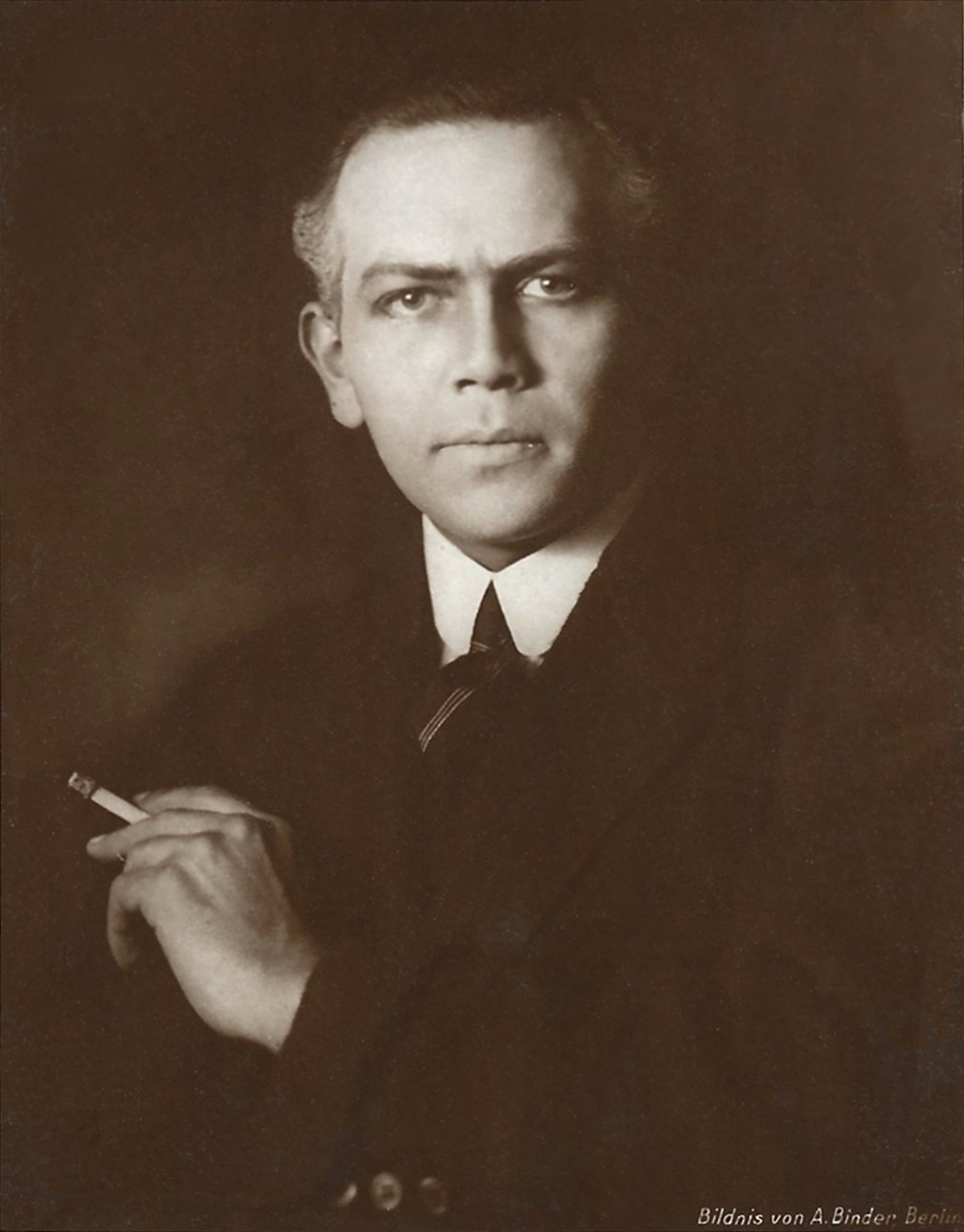
Mogens Enger

Mogens Enger (* 21. Januar 1894 in Kopenhagen; † 9. Oktober 1918 in Berlin-Wilmersdorf) war ein dänischer Schauspieler und Regisseur bei deutschen Stummfilmen.
Er war der Sohn des Bankdirektors Christian Enger.
Enger starb im Alter von 24 Jahren während der Dreharbeiten zum ersten Teil von Kinder der Liebe an der dritten Welle der weltweit grassierenden Spanischen Grippe. Der Film musste von Siegfried Dessauer beendet werden.

## Filmografie
- 1916: Das geheimnisvolle Telefon
- 1916: Der Fall Klerk
- 1916: Die nicht sterben sollen…
- 1916: Unter heißer Zone
- 1916: Det røde alfabet
- 1916: Doktor Mors
- 1916: Wahn und Wahnsinn
- 1916: Und das Blatt wendet sich
- 1916: Das Geheimnis des Nachtschnellzuges
- 1917: I Spionklør
- 1917: Das Geheimnis der Wetterfahne
- 1917: Das verrufene Schloss Greifenstein
- 1917: Der Fall Routt…!
- 1917: Der Schwur der Renate Rabenau
- 1917: Eine Perle auf dunklem Grunde
- 1917: Hoch klingt das Lied vom U-Boot-Mann
- 1917: Wenn die Lawinen stürzen
- 1917: Wer küßt mich?
- 1917: Die Spur im Schnee
- 1917: Die Bronzeschale
- 1917: Blinder Lärm
- 1917: Ben Kabara
- 1918: Der Schuldschein des Pandola
- 1918: Das Goldtal
- 1918: Der eiserne Käfig
- 1918: Der Fakir
- 1918: Der flammende Kreis
- 1918: Der König der Nacht
- 1918: Falsches Geld
- 1918: Marineleutnant von Brinken. 1. Der Schuldschein des Pandola
- 1919: Kinder der Liebe, 1. Teil (Co-Regie)